# Lithiumhexafluorophosphat
Lithiumhexafluorophosphat ist eine anorganische Verbindung bestehend aus Lithium, genauer dem Kation Li+, und dem Hexafluorophosphat-Anion PF6−, so dass die Summenformel LiPF6 resultiert. LiPF6 ist das Lithiumsalz der unbeständigen Hexafluorophosphorsäure. Das farblose, kristalline Pulver wird hauptsächlich in Elektrolyten in Lithiumbatterien und Lithiumakkumulatoren verwendet. Für diese Anwendung ist LiPF6 aufgrund seiner Eigenschaften insgesamt besser geeignet als eventuelle Alternativen, so dass es in fast allen Li-Zellen genutzt wird.
LiPF6 dient außerdem als Katalysator bei der Umsetzung von tertiären Alkoholen in Tetrahydropyran.

## Eigenschaften des Salzes und der Elektrolyte
Reines, festes Lithiumhexafluorophosphat ist beim Erhitzen bis 107 °C stabil. Oberhalb dieser Temperatur beginnt es sich zu zersetzen.  Dabei entsteht festes Lithiumfluorid LiF und gasförmiges Phosphorpentafluorid PF5:
{\displaystyle {\ce {LiPF6 -> LiF + PF5 ^}}},
Die Zersetzungsreaktion ist erst oberhalb von 160 °C so ausgeprägt, dass ein deutlicher Druckanstieg durch die Gasentwicklung auftritt, und erst oberhalb des Schmelzpunktes von 200 °C verläuft sie schnell.
Bei Anwesenheit von Wasser, z. B. Luftfeuchtigkeit, ist das Produkt beim Erhitzen von LiPF6 nicht PF5, sondern Fluorwasserstoff HF und das Phosphoroxidfluorid POF3:
{\displaystyle {\ce {LiPF6 + H2O -> LiF + 2HF ^ + POF3 ^}}},
wobei die Zersetzungsreaktion bei niedrigerer Temperatur beginnt als in Abwesenheit von Wasser.
Die ionische Leitfähigkeit der Lösungen von LiPF6 in aprotischen Lösungsmitteln ist – im Vergleich zu anderen Lithiumsalzen – außerordentlich hoch. In Kohlensäureestergemischen (Lösungsmittel aus organischen Carbonaten) wie dem batterierelevanten Gemisch EC/DMC erhält man eine höhere Leitfähigkeit als in gleich konzentrierten Lösungen von Lithiumperchlorat oder Lithiumtetrafluorborat, z. B. 11,2 mS cm−1 für eine einmolare Lösung von LiPF6 in EC/DMC (50:50). LiPF6 ist nicht so giftig wie Lithiumhexafluoroarsenat(V) LiAsF6. Außerdem bildet es in Lithiumionenakkumulatoren an Aluminiumfolien, die als Stromableiter benötigt werden, eine passivierende, AlF3-haltige Schicht aus, so dass dort die Korrosion minimiert wird. Aufgrund der Kombination dieser Eigenschaften wird LiPF6 in fast allen Lithiumionenakkumulatoren und Lithiumbatterien als Elektrolyt verwendet. Die Konzentration der Elektrolytlösung ist dabei oft ungefähr ein mol/l, da bei einer weiteren Erhöhung der Konzentration die Leitfähigkeit wieder abnimmt.